# Las Calatravas
Las Calatravas es una comedia lírico-romántica en tres actos con libreto de Federico Romero y José Tellaeche y música de Pablo Luna. La obra fue estrenada en el Teatro Alcázar de Madrid el 12 de septiembre de 1941. 

## Contexto
La obra se enmarca en las circunstancias políticas posteriores a la guerra civil española. Dichas circunstancias determinarán enormemente el argumento, que será inocente y moralizante a causa de la censura del Sindicato Nacional del Espectáculo, puesto que vigilaba los libretos y las puestas en escena. No obstante, las últimas investigaciones apuntan a que el miedo a la posible censura fuera determinante en la confección del libreto. La historia es similar a las creaciones de Luna precedentes a la guerra civil.
El libreto de Las Calatravas fue encargado a dos figuras de vital importancia en la historia de la zarzuela: Federico Romero y José Tellaeche. Romero tenía a sus espaldas una gran cantidad de éxitos (La canción del olvido, Doña Francisquita, La rosa del Azafrán...) y un gran prestigio. Por su parte, Tellaeche gozaba de una gran reputación como dramaturgo de éxito y había participado en zarzuelas como La Linda tapada, Curro el de Lora o El último romántico. El libreto fue elaborado en verso y combinó varias tradiciones teatrales.
Por otro lado, la música corrió a cargo de Pablo Luna, director y compositor muy conocido en el ambiente teatral de Madrid. De formación autodidacta, su estilo musical venía determinado por su propia formación pero también por el ambiente musical en el que desarrolló su carrera. La composición de la obra fue realizada con gran rapidez debido a la demanda del teatro y del público (un público que comenzaba acostumbrarse al cine), como solía ser habitual en la época. Las Calatravas constituirá la última obra escénica del compositor, que morirá en 1942.

La obra fue acogida con gran entusiasmo por la crítica tras su estreno en 1941. Víctor Ruiz Albéniz afirmó que:
"Desde hace más de dos quinquenios no se ha estrenado nada tan considerable, de tan alta condición, tan digno de llevar el título de zarzuela como esta obra".
Por su parte, Miguel Ródenas recalcó que:
"El éxito resonante que obtuvo la partitura, esmaltada de números de fluida melodía, unos, y otros de sesuda profundidad musical". También Jorge de la Cueva destacó que "todo está hecho con verdadera corrección, con finura, con respeto al ambiente y con momentos teatrales y plásticos de verdadero gusto".

En el caso del público, la obra de Luna también gozó de gran éxito. Albéniz comentaba:
"El día del estreno se repitieron todos, absolutamente todos los números de la obra, porque no se puede decir cuál fue el que más entusiasmó al auditorio".
A pesar del manifiesto entusiasmo de la crítica y el público, la obra cayó en el olvido desapareciendo de la escena con gran rapidez. Se debió, principalmente, a dos motivos. En primer lugar, la inesperada muerte del compositor Pablo Luna cuando la obra estaba comenzando su ciclo teatral. Su prematura muerte hizo que su obra no pudiera mantenerse en cartel. Además, no se llegó a realizar la grabación en disco, dificultando de este modo una mayor pervivencia de la obra. El cambio en la música de consumo que se estaba produciendo en España en los años cuarenta dificultaba también la difusión de la misma. Tras la guerra civil, la realidad musical cambia y el músico había desarrollado su carrera en la época precedente al conflicto. Durante la época de posguerra, la zarzuela comenzaba a ser un género en declive (principalmente debido a las muertes de Serrano, Alonso, Guerrero y, evidentemente, Luna). Además, la aparición del cine y de la música popular (difundida por la radio, especialmente el jazz) también fomentó la decadencia del teatro, que era poco eficiente en términos económicos.

### Recuperación del Teatro de la Zarzuela
Tras la caída en el olvido de la obra, el Teatro de la Zarzuela ofreció una versión en concierto los días 12 y 14 de marzo de 2021. La recepción de la crítica fue bastante positiva:
"Se presupone un enorme trabajo de la narradora, de los solistas y de la orquesta (también del coro, pese a que la lejanía y la mascarilla nos impiden disfrutarlo enteramente) cuando uno no echa en falta ni vestuario ni decorado; y eso que el libreto, aun estado bien escrito, no tiene gran cosa de particular. Aquí se dan los conflictos de siempre, mozas casaderas, mastuerzos recalcitrantes, amoríos, desamores y, sobre todo, mucho humor. Un pretexto, diríamos, para realizar una música inigualable y muy variada. Toca muchos palos el maestro Luna, que lo mismo nos recuerda a Falla que a George Gershwin, y nos lleva de las habaneras al cancán, pasando por fandango y por el vals".

## Argumento
La historia transcurre en un ambiente decimonónico y romántico: el Madrid burgués del 1846. 

### Acto Primero
Se nos presenta a los personajes: Las Calatravas. Estas son: Laura, la Marquesa viuda del campo de Calatrava; y sus dos hijas: Isabel y Cristina.
En un salón de la casa Isabel se encuentra con cuatro amigas ("las Marías": María de Mar, María del Carmen, María Fernanda y María Teresa), donde hablan sobre el que será su tercer compromiso a pesar de sus 22 años: sus nupcias con el marqués de Hurtado (Rodrigo). Ella afirma que no durará más de un mes. En un salón contiguo se encuentra Pepe Aleluya, otro individuo que pretende a Isabel. Poco después, Isabel interpreta la Canción de Madame Balancé (una polca picante sobre la airada reacción de una dama francesa sobre la infidelidad de su marido). Esta canción hace referencia de manera indirecta a su hermana Cristina, quien fue abandonada por el Conde de Laurel: Carlos Alberto. Cuando las chicas se retiran, Germán Ortega ofrece su consuelo a Cristina, quien se muestra confusa. Poco después llega Rodrigo junto con el banquero Mariani, que acude de París para presenciar la boda. Mariani afirma que conoce al marido de Cristina y que tiene fama de libertino. Además, informa a Laura de que ha venido a Madrid para embargar su coto de Extremadura por las antiguas deudas de su marido. Finalmente, el banquero rompe los documentos perdonando la deuda, ya que recuerda cuando la marquesa le ayudó cuando era un pobre barquero.

### Acto Segundo
Comienza con un baile en la embajada de Francia desempeñado por Las Calatravas y sus amigos. Entre los amigos se encuentra Carlos Alberto, quien se defiende ante las Marías de su fama de conquistador y afirma que viene dispuesto a reconciliarse con Cristina. Por su parte, Isabel regresa de su reciente luna de miel lamentándose de la buena salud de Rodrigo, quien no para de tontear con otras mujeres. Poco después, el actor Germán declama una declaración de amor a María del Mar. En el baile se desarrolla un sorteo de parejas del vals principal mediante mitades de tarjetas. Mariani tergiversa las tarjetas para coincidir con Laura. Mientras tanto, las súplicas de perdón de Carlos Alberto son rechazadas por Cristina y El Conde, enojado por el cambio de tarjeta que le impide coincidir con su mujer, lanza un guante en señal de reto que acaba recogiendo Germán. A pesar de los disturbios, los invitados se mantienen en un ambiente festivo y se retiran con sus parejas esperando el vals principal.

### Acto Tercero
Las Calatravas se despiden de sus amigos tras la función del Príncipe. Rodrigo pide a Isabel que regrese con su madre con la excusa de visitar a un amigo moribundo, aunque lo que pretende es irse de juerga toda la noche y Mariani informa a Carlos Alberto que el duelo será al amanecer. Mientras tanto, en el estudio del pintor Roldán, continúa la fiesta con Lolita la de Graná. Pepe Aleluya reparte bebida con una botella y Rodrigo yace borracho en un diván. Poco después aparecen Laura y Cristina quienes piden a Germán que renuncie al duelo con su marido por temor a su muerte, ya que aún lo quiere. Cuando aparece Carlos Alberto, Germán se detracta del duelo y Mariani intercede ante Las Calatravas, finalizando con la reconciliación de Cristina y Carlos Alberto, a quienes se unen Laura y Mariani.

## Números musicales
| Número   | Género                   | Nombre                                       | Personaje                                                        |
| -------- | ------------------------ | -------------------------------------------- | ---------------------------------------------------------------- |
| ACTO I   |                          |                                              |                                                                  |
| N.º 1    | Preludio                 | La viudita se quiere casar                   | Isabel, las Marías y Aleluya                                     |
| N.º 2    | Romanza                  | Era una niña dulce y hermosa                 | Mariani                                                          |
| N.º 3    | Romanza                  | Yo no sé perdonar sus flaquezas              | Cristina                                                         |
| N.º 4    | Romanza                  | ¿Me he perdonado?                            | Laura y Mariani                                                  |
| ACTO II  |                          |                                              |                                                                  |
| N.º 5    | Vals brillante           |                                              | Orquesta                                                         |
| N.º 6    | Salida de Carlos Alberto | Como siempre llego tarde                     | Carlos Alberto, las Marías y las muchachas                       |
| N.º 7    | Cancán                   | Me casé por vez primera                      | Isabel, las Marías, Doña Aldonza, Rodrigo, Aleluya, y caballeros |
| N.º 8    | Terceto                  | Por mi fe de caballero                       | Cristina, Laura y Mariani                                        |
| N.º 9    | Romanza                  | No se arreglaron, no se entendieron          | Mariani                                                          |
| N.º 10   | Dúo                      | Un caballero español                         | Cristina y Carlos Alberto                                        |
| N.º 11   | Final segundo            | ¡No, no es eso, disimulan!                   | Todos los personajes                                             |
| ACTO III |                          |                                              |                                                                  |
| N.º 12   | Preludio                 |                                              | Orquesta                                                         |
| N.º 13   | Canción de la capa       | El cenar a media noche/ Al sentir la caricia | Carlos Alberto, Mariani, personajes y coro de caballeros         |
| N.º 14   | Fandango                 |                                              |                                                                  |
| N.º 15   | Final tercero, cuarteto  | ¿A costa de qué?                             | Cristina, Laura, Carlos Alberto y Mariani                        |

## Personajes
- Cristina, hija de Laura (soprano).
- Laura, Marquesa Viuda del campo (tiple).
- Isabel, hija de Laura (tiple).
- José Mariani, banquero (barítono).
- Carlos Alberto, Conde de Laurel y marido de Cristina (tenor).
- Pepe Aleluya, pretendiente de Isabel (tenor cómico).
- Doña Aldonza, tía de las Calatravas y anciana.
- Rodrigo, Marqués de Hurtado y marido/pretendiente de Isabel (tenor cómico).
- María del Mar (tiple).

- María del Carmen (tiple).
- María Fernanda (tiple).
- María Teresa (tiple).
- Germán Ortega, actor del teatro del príncipe.
- Lolita de la Graná.
- La embajadora.
- Una invitada.
- Una doncella.
- Roldán.
- Embajador de Francia.
- Criado 1.º
- Criado 2.º
- Criado 3.º
- Criado 4.º
- Lacayo 1.º
- Lacayo 2.º
- Un tocador.
- Caballero 1.º
- Caballero 2.º
- Coro de invitados, damas y caballeros.